# 実験者効果
実験者効果（英語: experimenter effect）とは、実験者が意図せずに被験者の行動に及ぼす実験統制外の影響のこと。

## 概要
心理学は、ヴィルヘルム・ヴント以来、哲学と決別して科学たることをめざしてきた。その際に手本とされたのが、当時の生理学に代表される自然科学の方法論（特に実験）であった。
しかしながら、その適用にあたってはいくつかの問題が生じてきた。それは実験状況における実験者と被験者の意識・無意識レベルでの相互作用が、実験結果に予期せざる認知バイアスをもたらすことである。これは、実験の対象（被験者）が実験者と同じ人間であることに由来する。
実験者効果は実験者自身に原因が求められるものであり、たとえば「こういう結果になれば望ましい」といった願望が、知らず知らずのうちに被験者の行動（あるいは反応）に影響を及ぼしているような場合である。

## 研究の歴史
ローゼンソールの一連の研究が有名であるが、担任教師の学習期待が当該生徒の成績に影響することを示した「教室内のピグマリオン効果」は多くの問題を投げかけるものであった。